# Energia fantasma
L'energia fantasma (in lingua inglese: phantom energy) è un'ipotetica forma di energia oscura, caratterizzata da un valore del parametro dell'equazione di stato, w, minore di -1.
Gli attuali modelli sembrano privilegiare un valore di w compreso tra -1 e -1/3, ma alcuni ricercatori hanno studiato anche il caso w<-1.

## Aspetti teorici
Dato che il parametro "w" dell'equazione di stato assume un valore {\displaystyle w<-1}, l'energia fantasma possiede energia cinetica negativa e quindi comporta un'espansione dell'Universo a un tasso superiore a quello previsto dalla costante cosmologica, il che condurrebbe al cosiddetto Big Rip o Grande Strappo, che comporterebbe la lacerazione dell'attuale Universo.
L'esistenza di questa ipotetica forma di energia comporterebbe un'instabilità del vuoto con la creazione di particelle di massa negativa. Il concetto è perciò legato alle teorie emergenti di un fluido oscuro di massa negativa che viene continuamente creato, in cui la costante cosmologica può variare in funzione del tempo.
L'energia fantasma è stata proposta nel 2007 anche per un modello ciclico dell'Universo che inverte la sua espansione poco prima del rovinoso Big Rip per ripartire con la formazione di un nuovo Universo.

## Aspetti matematici
L'energia oscura è usualmente descritta da un'equazione di stato, {\displaystyle w=p/\rho }; per spiegare le osservazioni, che indicano un'espansione accelerata dell'universo, deve essere {\displaystyle w<-1/3}.
I modelli più studiati di energia oscura hanno un valore di w variabile tra -1 e -1/3. Si noti che w potrebbe essere variabile nel tempo, ed essere quindi w(z), dove z è il redshift.
Il modello con {\displaystyle w=-1} è il caso più semplice, detto di costante cosmologica.
Tuttavia non è del tutto escluso che w possa valere anche meno di -1.
In questo caso {\displaystyle (w<-1)}, il modello viene chiamato phantom energy (energia fantasma).
L'equazione di Friedmann per a(t) diventa:
{\displaystyle H^{2}\equiv \left({\frac {\dot {a}}{a}}\right)^{2}=H_{0}^{2}\left[{\frac {\Omega _{m}}{a^{3}}}+(1+\Omega _{m})a^{-3(1+w)}\right]}
che porta, dato un valore di w, ad una stima del tempo mancante al Big Rip.